# Gerhard Hintschich
Gerhard Hintschich (* 26. Juni 1924 in Hof, Tschechoslowakei; † 1986 in Frankfurt am Main) war ein deutscher Maler und Grafiker.

## Leben
Nach Rückkehr aus der Kriegsgefangenschaft begann Gerhard Hintschich 1948 seine künstlerische Ausbildung in der Zeichenschule in Biedenkopf. Von 1949 bis 1952 studierte er bei Professor Willi Baumeister in Stuttgart. 1951/52 war er Stipendiat der französischen Regierung an der École des Beaux-Arts in  Paris und konnte dort auch seine erste Einzelausstellung durchführen. An der Hochschule für Bildende Künste in Frankfurt am Main setzte er sein Studium von 1953 bis 1956 als Meisterschüler bei Professor Albert Burkart fort. 1957 erhielt er das Rom-Preis-Stipendium der Deutschen Akademie Rom Villa Massimo.
Gerhard  Hintschich war Mitglied der „Frankfurter Sezession“ und des Deutschen Werkbundes. Er lebte und arbeitete in Frankfurt am Main.

## Werk
Bei einer Ausstellung 1955 in Paris sagte Gerhard Hintschich: „Je m’efforce de parvenir à la synthèse de l’abstrait et d’une nouvelle formule de l’art figuratif.“ – „Ich bemühe mich zu der Synthese des Abstrakten und einer neuen Form der gegenständlichen Kunst zu gelangen.“ Diese Aussage spiegelt sich in seinem Werk. Zu den Stationen seines künstlerischen Weges gehören abstrahierte Stillleben ebenso wie Bilder, die aus schweren Farbbalken zusammengesetzt scheinen und schließlich Werke, in denen das Grafische in den Vordergrund tritt. Das grafische Element der Linie wird vor allem seit Mitte der 1960er Jahre in den Lithografien und Gemälden  Hintschichs bestimmend. Linien setzen sich zu Figuren  und Gebilden zusammen, verbinden sich zu Formen und farbigen Kompositionen, die dynamisch Perspektive, Raum und Tiefe schaffen.
Gerhard Hintschich war an zahlreichen Kunstausstellungen im In- und Ausland beteiligt, so z. B. der „Fifth international Biennal of Contemporary Color Lithography“ in Cincinnati 1958, an der Internationalen Graphikausstellung in Biella, Italien 1965 und an Ausstellungen der Frankfurter Sezession und des Frankfurter Kunstkabinetts. Viele Einzelausstellungen seiner Werke fanden in namhaften Galerien statt.

## Einzelausstellungen (Auswahl)
- 1958 Frankfurter Kunstkabinett, Frankfurt am Main
- 1967 Frankfurter Kunstkabinett Hanna Bekker vom Rath
- 1968 Mannheimer Kunstverein, Mannheim
- 1977 Marielies Hess-Stiftung, Frankfurt am Main
- 1988 Deutscher Werkbund Hessen
- 1988 Dommuseum Frankfurt
- 1996 Galerie m. beck, Homburg/Saar

## Preise und Stipendien
- 1951/52 Stipendiat der französischen Regierung an der École des Beaux-Arts in Paris
- 1957 Rom-Preis-Stipendiat  der Villa Massimo
- 1958 Preis bei der Internationalen Triennale für Originaldruckgrafik in Grenchen,  Schweiz
- 1962 Ostdeutscher Kulturpreis (Förderpreis)